# Barbara von Gundelfingen
Barbara von Gundelfingen (* 1473; † 15. Mai 1523) war eine Äbtissin des freiweltlichen Damenstifts Buchau im heutigen Bad Buchau am Federsee.

## Leben
Barbara entstammte dem schwäbischen Adelsgeschlecht der Gundelfingen und wurde im Jahre 1473 geboren. Ihr Vater war Georg von Gundelfingen und ihre Mutter Waldburga von Fugger-Kirchberg. Im Jahre 1489 findet sich ihre erstmalige Erwähnung als Kanonikerin des Stiftes. Am 17. November 1497 wurde sie zur Äbtissin erwählt. Sie bemühte sich um die innere Verfassung des Stiftes, erließ eine Kleiderverordnung und stellte Regeln für das gemeinsame Leben der Stiftsdamen auf. 1508 errichtete sie eine Ringmauer um das Stift.
Sie verstarb im Jahre 1523.